# Distoleon pallipenne
Distoleon pallipenne är en insektsart som beskrevs av Banks 1939. Distoleon pallipenne ingår i släktet Distoleon och familjen myrlejonsländor. Inga underarter finns listade i Catalogue of Life.